# Bulbophyllum nummularia
Espèce
Synonymes
- Megaclinium nummularia H.Wendl. & Kraenzl.[1]

Bulbophyllum nummularia (H.Wendl. & Kraenzl.) Rolfe est une espèce de plantes à fleurs de la famille des Orchidaceae et du genre Bulbophyllum. C'est une orchidée endémique du Cameroun.

## Distrubution
Très rare, l'espèce n'a été décrite qu'à partir d'une plante vivante au jardin botanique de Berlin. Son lieu de collecte, en 1887-1888, n'est pas déterminé, probablement dans la Région du Littoral ou dans celle du Sud.